# Доктор Мангеттен
Доктор Мангеттен (англ. Dr. Manhattan) — вигаданий персонаж із серії коміксів «Хранителі». Справжнє ім'я Джонатан Остерман. Вперше з'явився у графічній новелі 1986. Створений письменником Аланом Муром у співпраці з художником Дейвом Ґібонсом.

## Біографія
Джонатан Остерман народився в 1929 році. Його батько був годинникарем і Джон планував піти по його стопах. Коли батько Джонатана побачив в газеті статтю про бомбардування Хіросіми, він зіткнувся з незаперечними фактами теорії відносності і вирішив, що ремесло ремонту годинників застаріло. Майбутнє було за ядерною фізикою. З цієї причини він зупинив навчання сина годинниковій справи і відправив вивчати фізику.
У 1958 році Джонатан отримав вчений ступінь в галузі фізики. У травні 1959 року він почав працювати в дослідницькому центрі Гіла Флетс. Тут він зустрічає наукового співробітника Джені Слейтер, в яку закохується.
У серпні 1959, розшукуючи годинник своєї подруги Дженні Слейтер, він випадково потрапив в випробувальну капсулу лабораторії. У випробувальній капсулі зник його природний вигляд, а Джонатан був розкладений на найдрібніші частинки. Протягом листопада 1959 року частки, з яких складався Джонатан, стали повільно збиратися докупи і до 22 листопада повністю возз'єдналися.
Після проекту «Мангеттен» Джонатану дали ім'я Доктор Мангеттен. У наступні роки Доктор Мангеттен працював борцем зі злочинністю, що на думку Пентагона, повинно було добре позначитися на його іміджі.
У 1971 році президент Ніксон попросив доктора Мангеттена втрутитися у В'єтнамську війну. Доктор Мангеттен виграв війну для Ніксона протягом двох тижнів.

## Суперсили
Джонатан управляє матерією на квантовому рівні та існує поза часом. Це дозволяє переміщати частинки за допомогою телепортації, дає можливість реструктуризувати себе після видалення із свого власного поля енергії і матерії. Звідси похідні здібності такі як левітація, надлюдська сила, телекінез, прогнозування майбутнього (якщо не заважають тахіони), невразливість. 

Символ Доктора Мангеттена